# Mila caespitosa
Mila caespitosa Britton & Rose, 1922 è una pianta della famiglia delle Cactacee endemica del Perù. È l'unica specie nota del genere Mila .